# Nadie baila como tú (álbum)
Nadie baila como tú es el decimosegundo álbum como solista del cantante y compositor argentino de cuarteto Pelusa. Fue lanzado en 1991 por el sello Pelusa Records en disco de vinilo y casete, y distribuido por Distribuidora Belgrano Norte S.R.L.

## Lista de canciones
Lado A
1. «Nadie baila como tú / El noa noa» (Juan Gabriel) – 4:08
2. «Corazón de cartón» (M. Calderón, A. Barrientos, J. Derani) – 3:35
3. «Bella señora» (Lucio Dalla) – 3:50
4. «Con tu amor» (Juan Gabriel) – 4:05
5. «Yo busco mujer buena» (D.A.R.) / «Voy a subir al cielo» (C. De Piano, M. Calderón, J. De Piano) – 4:15

Lado B
1. «Tonta» (Gogo Muñóz) – 3:37
2. «Mientras duerme la ciudad» (C. De Piano, M. Calderón, A. Bruchman) – 3:17
3. «Él no sabe» (Yunes, Castillo) – 2:52
4. «Te amo como la primera vez» (M. Calderón, A. Barrientos, J. Derani) – 4:02
5. «Qué repelente» (Daniel Castillo) – 2:27
6. «Dime qué haré» (M. Calderón, M. Tapia, A. Flores, G. López) – 3:12

## Créditos
- Arreglos: A. Bruchman, A. Ordazzo
- Dirección: A. Bruchman
- Producción musical: A. Bruchman, C. De Piano, J. Cisneros, C. Pereyra, A. Ordazzo, C. Guameri, A. Torres, C. Argañaraz
- Producción fonográfica: Pelusa Records
- Productor ejecutivo: Juan A. De Piano

### Reedición de 1996
En 1996, Sony Music Entertainment (Argentina) lanzó una edición en disco compacto de Nadie baila como tú exclusivamente para Musimundo S.A.
- Datos: Q107976347